# Tickstiftgömming
Tickstiftgömming (Ophiostoma polyporicola) är en svampart som beskrevs av Constant. & Ryman 1989. Tickstiftgömming ingår i släktet Ophiostoma och familjen Ophiostomataceae.  Arten är reproducerande i Sverige. Inga underarter finns listade i Catalogue of Life.